# Sergio Mitre
Sergio Armando Mitre (né le 16 février 1981) est un criminel mexicain-américain reconnu coupable et ancien professionnel lanceur de Baseball. Il a joué dans la Major League Baseball MLB pour les Chicago Cubs, les Florida Marlins, les Milwaukee Brewers et les New York Yankees. En 2022, il a été condamné à 50 ans de prison par les autorités mexicaines pour le meurtre de la fille de sa petite amie, âgée de seulement 22 mois.

## Carrière
Sergio Mitre est drafté par les Cubs de Chicago au 7e tour lors de la draft de 2001. Il joue sa première partie dans les majeures avec les Cubs le 22 juillet 2003. Il remporte sa première victoire le 21 avril 2004 à Pittsburgh, alors qu'il limite les Pirates à quatre coups sûrs en six manches lancées, au cours desquelles il retire sept frappeurs sur des prises.
Le 7 décembre 2005, les Cubs échangent Mitre, Ricky Nolasco et Renyel Pinto aux Marlins de la Floride pour Juan Pierre. Mitre joue en 2006 et 2007 pour les Marlins, et c'est au cours de cette seconde saison en Floride qu'il devient lanceur partant à temps plein. Il effectue 27 départs et présente une fiche victoires-défaites de 5-8.
Absent du jeu pour une blessure à l'avant-bras, il subit en 2008 une opération de type Tommy John pour remédier au problème. La convalescence s'annonce longue. Il ne joue pas en 2008 et les Marlins le libèrent de son contrat.
Devenu agent libre, Mitre signe en novembre 2008 avec les Yankees de New York. Il présente une fiche de 3-3 au cours de la saison 2009. Il ne fait aucune présence en matchs éliminatoires pour les Yankees, champions de la Série mondiale 2009.
Mitre est échangé aux Brewers de Milwaukee le 25 mars 2011 en retour de Chris Dickerson. Le 29 juin suivant, les Brewers le retournent aux Yankees, qui achètent simplement son contrat sans céder de joueur au club de Milwaukee. Après 22 parties chez les Brewers en 2011 et 4 chez les Yankees, ces derniers l'inscrivent à la liste des joueurs blessés durant l'été pour une inflammation de l'épaule. Il ne lance plus après le 15 juillet et devient agent libre après la saison.
En janvier 2022, la presse canadienne relate qu'il a été condamné à 50 ans de prison au Mexique pour des événements qui se sont produits en juillet 2020. Il a été accusé d’agression sexuelle et de meurtre.

## Vie Personnel
Il a un fils nommé Sam (Sergio Armando Mitre III), né en 2006, et une fille nommée Senya, née en 2009,,.
Mitre a lancé Playmakers, une clinique de baseball gratuite pour les enfants de Chula Vista et de National City (Californie),.